# Brion-près-Thouet
Brion-près-Thouet ist eine französische Gemeinde mit 753 Einwohnern (Stand: 1. Januar 2022) im Département Deux-Sèvres in der Region Nouvelle-Aquitaine. Sie gehört zum Arrondissement Bressuire und zum Kanton Le Val de Thouet. Die Einwohner werden Brionnais genannt.

## Geografie
Brion-près-Thouet liegt etwa sieben Kilometer nördlich von Thouars im Weinbaugebiet Anjou. An der östlichen Gemeindegrenze verläuft das Flüsschen Losse. Umgeben wird Brion-près-Thouet von den Nachbargemeinden Saint-Martin-de-Sanzay im Norden und Westen, Antoigné im Nordosten, Saint-Cyr-la-Lande im Osten sowie Louzy im Süden.

## Geschichte
Von 1973 bis 1983 gehörte Brion-près-Thouet zur Gemeinde Saint-Martin-de-Sauzay.

### Bevölkerungsentwicklung
| Jahr                       | 1962 | 1968 | 1990 | 1999 | 2006 | 2012 | 2019 |
| Einwohner                  | 502  | 448  | 699  | 713  | 755  | 769  | 740  |
| Quellen: Cassini und INSEE |      |      |      |      |      |      |      |

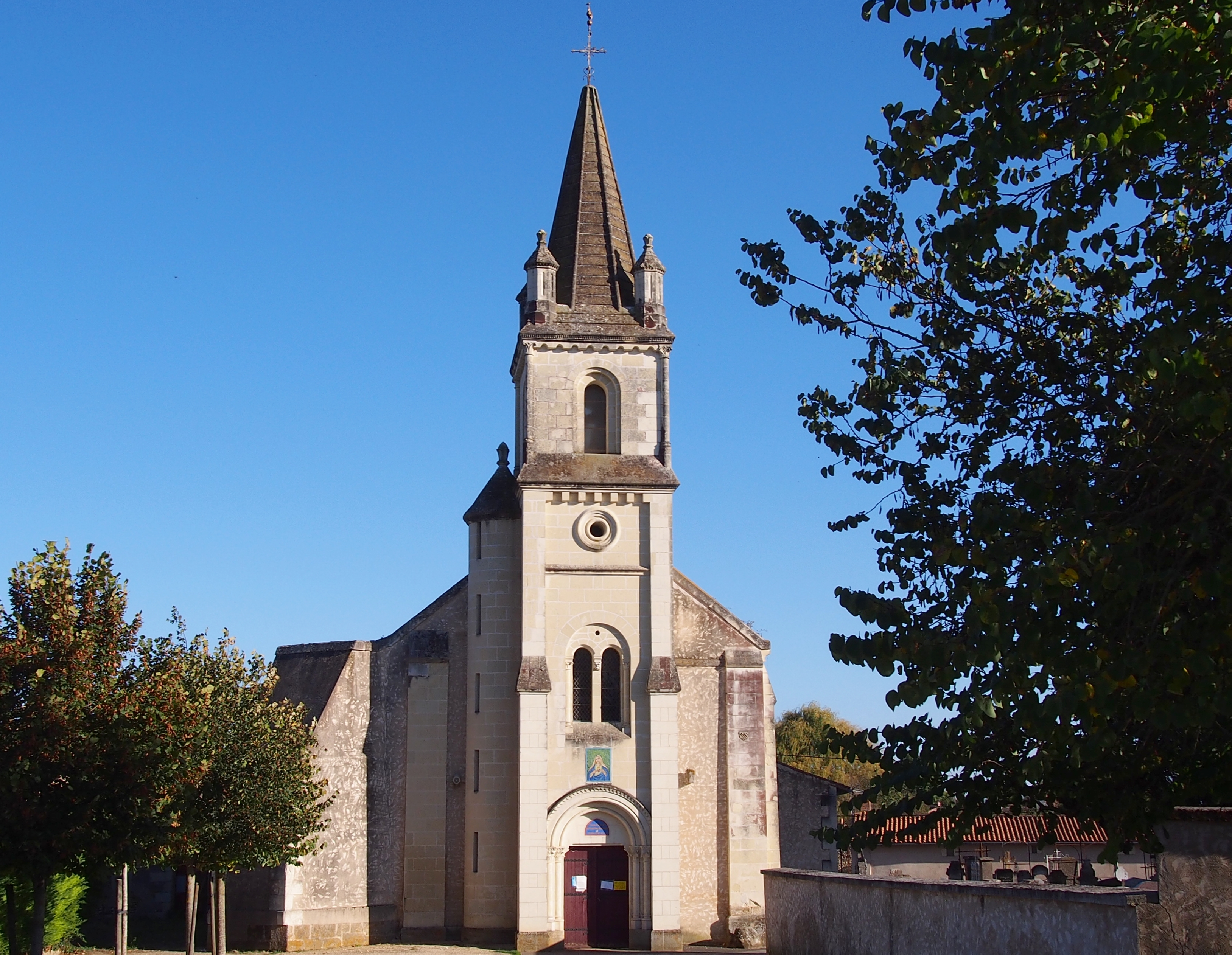
Kirche Saint-Germain

## Weinbau
Die Reben in der Gemeinde gehören zum Weinbaugebiet Anjou.